# 三朝町
三朝町（日语：／ Misasa chō */?）是位於日本鳥取縣中部的行政區劃，轄區主要位於天神川中上游及其支流三德川流域，面積為縣內第二大。

## 人口
| 三朝町人口分布圖 |                                               |  |
| 三朝町與日本全國年齡別人口分布比較圖 （2005年資料） | 三朝町的年齡、男女別人口分布圖 （2005年資料） |  |
| ■紫色是三朝町 ■綠色是全国 | ■藍色是男性 ■紅色是女性                       |  |
| 三朝町人口變化 \| 1970年 \| 9,157人 \| \| \| 1975年 \| 8,785人 \| \| \| 1980年 \| 8,771人 \| \| \| 1985年 \| 8,880人 \| \| \| 1990年 \| 8,700人 \| \| \| 1995年 \| 8,356人 \| \| \| 2000年 \| 7,921人 \| \| \| 2005年 \| 7,509人 \| \| \| 2010年 \| 7,015人 \| \| \| 2015年 \| 6,490人 \| \| \| 2020年 \| 6,060人 \| \| |                                               |  |
| 資料來源：日本總務省統計中心提供之人口普查數據 |                                               |  |
| 1970年 | 9,157人                                       |  |
| 1975年 | 8,785人                                       |  |
| 1980年 | 8,771人                                       |  |
| 1985年 | 8,880人                                       |  |
| 1990年 | 8,700人                                       |  |
| 1995年 | 8,356人                                       |  |
| 2000年 | 7,921人                                       |  |
| 2005年 | 7,509人                                       |  |
| 2010年 | 7,015人                                       |  |
| 2015年 | 6,490人                                       |  |
| 2020年 | 6,060人                                       |  |

## 歷史
過去在令制國時代屬於伯耆国河村郡，江戶時代後成為鳥取藩的領地，直到19世紀末明治維新實施廢藩置縣後，才隸屬鳥取縣。1889年日本實施町村制，現在三朝町轄區在當時分屬三朝村、東竹田村、西竹田村、源村、賀茂村、高勢村、鼎村、三德村、竹田村、小鹿村、神中村共11個行政區劃。
1900年代到1910年代期間，這11個行政區劃陸續整併為三朝村、旭村、竹田村、小鹿村、三德村五個行政區劃。1953年這五個行政區劃再次合併，成為現在的三朝町。

### 變遷表
| 1889年10月1日 | 1889年 - 1926年      | 1926年 - 1954年      | 1955年 - 1989年      | 1989年 - 現在        | 現在                 |
| ------------- | -------------------- | -------------------- | -------------------- | -------------------- | -------------------- |
| 三朝村        | 三朝村               | 1953年11月1日 三朝町 | 1953年11月1日 三朝町 | 1953年11月1日 三朝町 | 1953年11月1日 三朝町 |
| 三德村        | 1917年12月1日 三德村 | 1953年11月1日 三朝町 | 1953年11月1日 三朝町 | 1953年11月1日 三朝町 | 1953年11月1日 三朝町 |
| 鼎村          | 1917年12月1日 三德村 | 1953年11月1日 三朝町 | 1953年11月1日 三朝町 | 1953年11月1日 三朝町 | 1953年11月1日 三朝町 |
| 小鹿村        | 1917年11月1日 小鹿村 | 1953年11月1日 三朝町 | 1953年11月1日 三朝町 | 1953年11月1日 三朝町 | 1953年11月1日 三朝町 |
| 神中村        | 1917年11月1日 小鹿村 | 1953年11月1日 三朝町 | 1953年11月1日 三朝町 | 1953年11月1日 三朝町 | 1953年11月1日 三朝町 |
| 高勢村        | 1907年10月1日 旭村   | 1953年11月1日 三朝町 | 1953年11月1日 三朝町 | 1953年11月1日 三朝町 | 1953年11月1日 三朝町 |
| 賀茂村        | 1907年10月1日 旭村   | 1953年11月1日 三朝町 | 1953年11月1日 三朝町 | 1953年11月1日 三朝町 | 1953年11月1日 三朝町 |
| 竹田村        | 1907年10月1日 旭村   | 1953年11月1日 三朝町 | 1953年11月1日 三朝町 | 1953年11月1日 三朝町 | 1953年11月1日 三朝町 |
| 西竹田村      | 1911年1月1日 竹田村  | 1953年11月1日 三朝町 | 1953年11月1日 三朝町 | 1953年11月1日 三朝町 | 1953年11月1日 三朝町 |
| 東竹田村      | 1911年1月1日 竹田村  | 1953年11月1日 三朝町 | 1953年11月1日 三朝町 | 1953年11月1日 三朝町 | 1953年11月1日 三朝町 |
| 源村          | 1911年1月1日 竹田村  | 1953年11月1日 三朝町 | 1953年11月1日 三朝町 | 1953年11月1日 三朝町 | 1953年11月1日 三朝町 |

## 行政

### 歴任町長
| 屆 | 姓名       | 上任日期       | 卸任日期       | 備註 |
| -- | ---------- | -------------- | -------------- | ---- |
| 1  | 坂出雅己   | 1953年12月25日 | 1957年12月24日 |      |
| 2  | 坂出雅己   | 1957年12月25日 | 1961年12月24日 |      |
| 3  | 坂出雅己   | 1961年12月25日 | 1965年12月24日 |      |
| 4  | 坂出雅己   | 1965年12月25日 | 1969年12月24日 |      |
| 5  | 坂出雅己   | 1969年12月25日 | 1973年11月14日 |      |
| 6  | 松村喬成   | 1973年11月15日 | 1977年11月14日 |      |
| 7  | 松村喬成   | 1977年11月15日 | 1981年11月14日 |      |
| 8  | 松村喬成   | 1981年11月15日 | 1985年11月14日 |      |
| 9  | 安田真一郎 | 1985年11月15日 | 1997年11月14日 |      |
| 10 | 安田真一郎 | 1989年11月15日 | 1993年11月14日 |      |
| 11 | 安田真一郎 | 1993年11月15日 | 1997年11月14日 |      |
| 12 | 吉田秀光   | 1997年11月15日 | 2001年11月14日 |      |
| 13 | 吉田秀光   | 2001年11月15日 | 2005年11月14日 |      |
| 14 | 吉田秀光   | 2005年11月15日 | 2009年11月14日 |      |
| 15 | 吉田秀光   | 2009年11月15日 | 2013年11月14日 |      |
| 16 | 吉田秀光   | 2013年11月15日 | 2017年11月14日 |      |
| 17 | 松浦弘幸   | 2017年11月15日 | 現任           |      |

## 交通
轄內無鐵路經過，1928年曾有三朝電氣鐵道（後更名為：三朝溫泉鐵道）規劃鋪設自倉吉到本地的鐵路，但最終並未進行任何鋪設工程。距離町內最近的鐵路車站為位於倉吉市的倉吉車站，可再經由日之丸巴士的路線客運沿著國道179號或鳥取縣道21號鳥取鹿野倉吉線進入三朝町內各地。不過也有高速巴士「大鳥號」（ビッグバード）可從大阪市直接至町內的三朝溫泉，從鳥取機場機場也有機場巴士可以到町內。

## 觀光資源

三朝溫泉的河原浴場

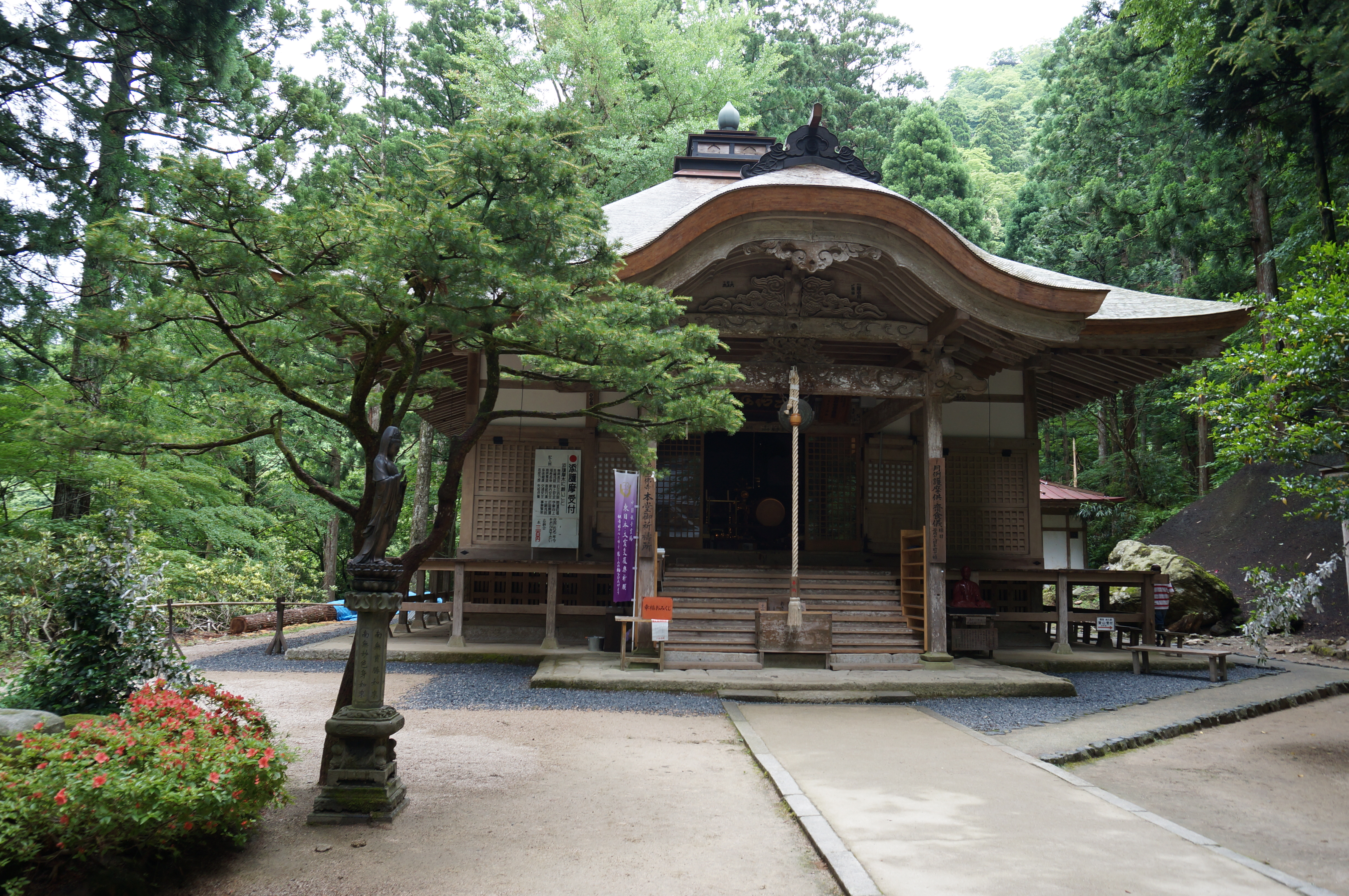
三佛寺本堂

轄內的三朝溫泉內含鐳自然衰變後產生的氡，為少見的放射能泉，被認為是適合湯治的溫泉，因此三朝溫泉成為同時具有觀光及療養功能的溫泉區。位於三德山的三佛寺建於8世紀初，以位於山崖上的奧之院投入堂而著名。

## 教育
2019年町內的三間小學整併後，目前三朝町內的僅有三朝町立三朝中學校一間中學及三朝町立三朝小學校一間小學。
1939年岡山醫科大學（後來合併為岡山大學）獲贈位於三朝溫泉旁的土地和建築後，曾利用本地以療養聞名的三朝溫泉在此設立了三朝溫泉療養所；1949年岡山醫科大學整併為岡山大學後，進一步設立岡山大學放射能泉研究所從事放射能泉的相關研究。這兩個學術單位後來經歷多次改組後，成為岡山大學醫院三朝醫療中心及岡山大學地球物質科學研究中心；不過三朝醫療中心已在2016年裁撤，目前僅剩下地球物質科學研究中心一個研究單位。

## 姊妹、友好城市

### 國內
- 城陽市（京都府）
兩地於2012年締結為姊妹都市。

### 海外
- 拉马卢莱班（法國奧克西塔尼大區埃罗省）
兩地於1990年締結為友好姊妹都市。
- 石岡區（台灣台中市）
兩地於2007年締結交流促進協定。[6]

## 外部連結
- （日語） 三朝町的Facebook專頁